# Asian Club Championship 1988–89
Asian Club Championship 1988–89 là phiên bản thứ 8 của giải bóng đá câu lạc bộ thường niên châu Á tổ chức bởi Liên đoàn bóng đá châu Á.
Al-Sadd của Qatar thắng trận chung kết và trở thành nhà vô địch châu Á lần đầu tiên trong lịch sử câu lạc bộ.

## Vòng loại theo bảng

### Bảng 1
| Đội        | ST | T | H | B | BT | BB | HS | Đ |
| ---------- | -- | - | - | - | -- | -- | -- | - |
| Al-Rasheed | 3  | 2 | 1 | 0 | 9  | 0  | +9 | 5 |
| Al-Sadd    | 3  | 2 | 1 | 0 | 5  | 1  | +4 | 5 |
| Al-Futowa  | 3  | 1 | 0 | 2 | 2  | 7  | −5 | 2 |
| Al-Ansar   | 3  | 0 | 0 | 3 | 0  | 8  | −8 | 0 |

Các trận đấu diễn ra tại Doha, Qatar.
| 24 tháng 7 năm 1988 | Al-Sadd    | 4–1 | Al-Futowa |
| 25 tháng 7 năm 1988 | Al-Rasheed | 6–0 | Al-Ansar  |
| 27 tháng 7 năm 1988 | Al-Sadd    | 1–0 | Al-Ansar  |
| 28 tháng 7 năm 1988 | Al-Rasheed | 3–0 | Al-Futowa |
| 30 tháng 7 năm 1988 | Al-Futowa  | 1–0 | Al-Ansar  |
| 31 tháng 7 năm 1988 | Al-Rasheed | 0–0 | Al-Sadd   |

### Bảng 2
| Đội        | ST | T | H | B | BT | BB | HS | Đ |
| ---------- | -- | - | - | - | -- | -- | -- | - |
| Al-Ittifaq | 4  | 3 | 1 | 0 | 6  | 2  | +4 | 7 |
| Kazma SC   | 4  | 3 | 1 | 0 | 9  | 2  | +7 | 7 |
| Sharjah FC | 4  | 2 | 0 | 2 | 6  | 5  | +1 | 4 |
| Fanja2     | 4  | 1 | 0 | 3 | 3  | 8  | −5 | 2 |
| West Riffa | 4  | 0 | 0 | 4 | 1  | 8  | −7 | 0 |

Các trận đấu diễn ra tại Sharjah, Các Tiểu Vương quốc Ả Rập Thống nhất.
| 25 tháng 3 năm 1988 | Sharjah FC | 2–0 | West Riffa |
| 26 tháng 3 năm 1988 | Al-Ittifaq | 1–0 | Fanja      |
| 27 tháng 3 năm 1988 | Kazma SC   | 2–0 | West Riffa |
| 28 tháng 3 năm 1988 | Al-Ittifaq | 1–0 | Sharjah FC |
| 29 tháng 3 năm 1988 | Kazma SC   | 3–1 | Fanja      |
| 30 tháng 3 năm 1988 | Al-Ittifaq | 3–1 | West Riffa |
| 31 tháng 3 năm 1988 | Kazma SC   | 3–0 | Sharjah FC |
| 2 tháng 4 năm 1988  | Fanja      | 1–0 | West Riffa |
| 3 tháng 4 năm 1988  | Al-Ittifaq | 1–1 | Kazma SC   |
| 4 tháng 4 năm 1988  | Sharjah FC | 4–1 | Fanja      |

Playoff xác định vị trí nhất bảng
| 5 tháng 4 năm 1988 | Al-Ittifaq | 2–1 | Kazma SC |

1 Bảng 2 cũng là Gulf Cooperation Council Club Tournament.

2 Fanja chỉ chơi ở GCC Tournament.

### Bảng 3
| Đội              | ST | T | H | B | BT | BB | HS  | Đ |
| ---------------- | -- | - | - | - | -- | -- | --- | - |
| Mohun Bagan      | 3  | 3 | 0 | 0 | 13 | 2  | +11 | 6 |
| Fanja            | 3  | 2 | 0 | 1 | 13 | 3  | +10 | 4 |
| Crescent Textile | 3  | 1 | 0 | 2 | 3  | 17 | −14 | 2 |
| Kathmandu SC     | 3  | 0 | 0 | 3 | 4  | 11 | −7  | 0 |

Các trận đấu diễn ra tại Sân vận động Salt Lake tại Calcutta, Ấn Độ.
| 2 tháng 7 năm 1988 | Mohun Bagan      | 8–0 | Crescent Textile |
| 3 tháng 7 năm 1988 | Fanja            | 5–1 | Kathmandu SC     |
| 5 tháng 7 năm 1988 | Mohun Bagan      | 4–2 | Kathmandu SC     |
| 6 tháng 7 năm 1988 | Fanja            | 8–1 | Crescent Textile |
| 8 tháng 7 năm 1988 | Crescent Textile | 2–1 | Kathmandu SC     |
| 9 tháng 7 năm 1988 | Mohun Bagan      | 1–0 | Fanja            |

### Bảng 4
| Đội           | ST | T | H | B | BT | BB | HS | Đ |
| ------------- | -- | - | - | - | -- | -- | -- | - |
| Mohammedan SC | 2  | 1 | 1 | 0 | 2  | 1  | +1 | 3 |
| Persepolis    | 2  | 1 | 0 | 1 | 6  | 2  | +4 | 2 |
| Saunders SC   | 2  | 0 | 1 | 1 | 0  | 5  | −5 | 1 |

Các trận đấu diễn ra tại Sân vận động Quốc gia Bangabandhu tại Dhaka, Bangladesh.
| 14 tháng 7 năm 1988 | Mohammedan SC | 0–0 | Saunders SC |
| 16 tháng 7 năm 1988 | Persepolis    | 5–0 | Saunders SC |
| 18 tháng 7 năm 1988 | Mohammedan SC | 2–1 | Persepolis  |

### Bảng 5
| Đội                   | ST | T | H | B | BT | BB | HS  | Đ |
| --------------------- | -- | - | - | - | -- | -- | --- | - |
| Royal Thai Air Force  | 4  | 4 | 0 | 0 | 22 | 2  | +20 | 8 |
| Pahang FA             | 4  | 2 | 1 | 1 | 8  | 4  | +4  | 5 |
| Niac Mitra            | 4  | 1 | 2 | 1 | 5  | 4  | +1  | 4 |
| Geylang International | 4  | 1 | 1 | 2 | 5  | 13 | −8  | 3 |
| Bandaran              | 4  | 0 | 0 | 4 | 3  | 20 | −17 | 0 |

Các trận đấu diễn ra tại Băng Cốc, Thái Lan.
| 21 tháng 7 năm 1988 | Royal Thai Air Force  | 2–1 | Pahang FA             |  |
| 21 tháng 7 năm 1988 | Niac Mitra            | 3–1 | Bandaran              |  |
| 23 tháng 7 năm 1988 | Royal Thai Air Force  | 9–0 | Geylang International |  |
| 23 tháng 7 năm 1988 | Pahang FA             | 0–0 | Niac Mitra            |  |
| 25 tháng 7 năm 1988 | Royal Thai Air Force  | 2–1 | Niac Mitra            |  |
| 25 tháng 7 năm 1988 | Geylang International | 3–1 | Bandaran              |  |
| 27 tháng 7 năm 1988 | Niac Mitra            | 1–1 | Geylang International |  |
| 27 tháng 7 năm 1988 | Pahang FA             | 5–1 | Bandaran              |  |
| 29 tháng 7 năm 1988 | Royal Thai Air Force  | 9–0 | Bandaran              |  |
| 29 tháng 7 năm 1988 | Pahang FA             | 2–1 | Geylang International |  |

### Bảng 6
| Đội               | ST | T | H | B | BT | BB | HS  | Đ |
| ----------------- | -- | - | - | - | -- | -- | --- | - |
| April 25          | 4  | 4 | 0 | 0 | 11 | 1  | +10 | 8 |
| Quảng Đông Wanbao | 4  | 3 | 0 | 1 | 11 | 3  | +8  | 6 |
| Yamaha Motors     | 4  | 1 | 1 | 2 | 12 | 9  | +3  | 3 |
| Nam Hoa           | 4  | 1 | 1 | 2 | 4  | 5  | −1  | 3 |
| Wa Seng           | 4  | 0 | 0 | 4 | 3  | 23 | −20 | 0 |

Các trận đấu diễn ra tại Quảng Châu, Trung Quốc.
| 12 tháng 7 năm 1988 | Quảng Đông Wanbao | 3–1 | Yamaha Motors     |  |
| 12 tháng 7 năm 1988 | April 25          | 3–0 | Nam Hoa           |  |
| 14 tháng 7 năm 1988 | Yamaha Motors     | 9–2 | Wa Seng           |  |
| 14 tháng 7 năm 1988 | Quảng Đông Wanbao | 1–0 | Nam Hoa           |  |
| 16 tháng 7 năm 1988 | Yamaha Motors     | 1–1 | Nam Hoa           |  |
| 16 tháng 7 năm 1988 | April 25          | 4–0 | Wa Seng           |  |
| 18 tháng 7 năm 1988 | Nam Hoa           | 3–0 | Wa Seng           |  |
| 18 tháng 7 năm 1988 | April 25          | 1–0 | Quảng Đông Wanbao |  |
| 20 tháng 7 năm 1988 | Quảng Đông Wanbao | 7–1 | Wa Seng           |  |
| 20 tháng 7 năm 1988 | April 25          | 3–1 | Yamaha Motors     |  |

## Vòng bán kết theo bảng[1]

### Bảng A
| Đội               | ST | T | H | B | BT | BB | HS  | Đ |
| ----------------- | -- | - | - | - | -- | -- | --- | - |
| Al-Rasheed        | 3  | 2 | 1 | 0 | 7  | 1  | +6  | 5 |
| Quảng Đông Wanbao | 3  | 1 | 2 | 0 | 8  | 2  | +6  | 4 |
| Kazma SC          | 3  | 1 | 1 | 1 | 2  | 3  | −1  | 3 |
| Mohun Bagan       | 3  | 0 | 0 | 3 | 0  | 11 | −11 | 0 |

Các trận đấu diễn ra tại Quảng Châu, Trung Quốc.
| 9 tháng 10 năm 1988  | Kazma SC         | 1–0 | Mohun Bagan      |
| 9 tháng 10 năm 1988  | Al-Rasheed       | 1–1 | Guangdong Wanbao |
| 11 tháng 10 năm 1988 | Guangdong Wanbao | 6–0 | Mohun Bagan      |
| 11 tháng 10 năm 1988 | Al-Rasheed       | 2–0 | Kazma SC         |
| 13 tháng 10 năm 1988 | Guangdong Wanbao | 1–1 | Kazma SC         |
| 13 tháng 10 năm 1988 | Al-Rasheed       | 4–0 | Mohun Bagan      |

### Bảng B
| Đội           | ST | T | H | B | BT | BB | HS | Đ |
| ------------- | -- | - | - | - | -- | -- | -- | - |
| Al-Sadd       | 4  | 3 | 1 | 0 | 8  | 4  | +4 | 7 |
| Al-Ittifaq    | 4  | 2 | 1 | 1 | 9  | 5  | +4 | 5 |
| April 25      | 4  | 1 | 1 | 2 | 4  | 4  | 0  | 3 |
| Mohammedan SC | 4  | 1 | 1 | 2 | 5  | 7  | −2 | 3 |
| Pahang FA     | 4  | 1 | 0 | 3 | 3  | 9  | −6 | 2 |

Các trận đấu diễn ra tại Kuantan, Malaysia.
| 5 tháng 10 năm 1988  | Al-Sadd       | 2–0 | Pahang FA     |
| 5 tháng 10 năm 1988  | April 25      | 0–1 | Mohammedan SC |
| 7 tháng 10 năm 1988  | Al-Ittifaq    | 4–1 | Pahang FA     |
| 7 tháng 10 năm 1988  | Al-Sadd       | 2–2 | Mohammedan SC |
| 9 tháng 10 năm 1988  | Al-Sadd       | 2–1 | April 25      |
| 9 tháng 10 năm 1988  | Al-Ittifaq    | 3–1 | Mohammedan SC |
| 11 tháng 10 năm 1988 | Mohammedan SC | 1–2 | Pahang FA     |
| 11 tháng 10 năm 1988 | Al-Ittifaq    | 1–1 | April 25      |
| 13 tháng 10 năm 1988 | Al-Sadd       | 2–1 | Al-Ittifaq    |
| 13 tháng 10 năm 1988 | April 25      | 2–0 | Pahang FA     |

## Chung kết
| Al-Rasheed                            | 3–2 | Al-Sadd                                 |
| ------------------------------------- | --- | --------------------------------------- |
| Ahmed Radhi 20' · Ali Kadhum 24', 35' |     | Khalid Salman 56' · Mohammed Ghanim 85' |

| Al-Sadd           | 1–0 | Al-Rasheed |
| ----------------- | --- | ---------- |
| Khalid Salman 82' |     |            |

Al-Sadd thắng bằng bàn thắng trên sân khách (a)